# Heart-Shaped Glasses (When the Heart Guides the Hand)
Heart-Shaped Glasses (When the Heart Guides the Hand) et titlen på en Marilyn Manson komposition og single, som blev udgivet 17. april 2007. Nummeret blev også udgivet som en del af albummet EAT ME, DRINK ME, som kom på gaden d. 5. juni 2007. 

## Track liste
CD single
1. "Heart-Shaped Glasses (When the Heart Guides the Hand)" — 5:06
2. "Putting Holes in Happiness" (Acoustic Version) — 4:10
3. "Heart-Shaped Glasses (When the Heart Guides the Hand)" (Penetrate the Canvas Remix) — 4:48
4. "Heart-Shaped Glasses (When the Heart Guides the Hand)" (Video)

UK CD single
1. "Heart-Shaped Glasses (When the Heart Guides the Hand)" — 5:08
2. "Putting Holes in Happiness" (Acoustic Version) — 4:10

UK 7" vinyl and Enhanced CD single
1. "Heart-Shaped Glasses (When the Heart Guides the Hand)" — 5:08
2. "Heart-Shaped Glasses (When the Heart Guides the Hand)" (Penetrate the Canvas Remix) — 4:48

- The Enhanced CD uses the DigitalInsert service through http://www.marilynmansonvault.com/ Arkiveret 6. august 2018 hos  Wayback Machine to provide extra content, which includes a screensaver, a ringtone of the single, the edited music video and MP3s of "The Dope Show" and ""Disposable Teens".

Promo single
1. "Heart-Shaped Glasses (When the Heart Guides the Hand)" (Radio Edit) — 3:32
2. "Heart-Shaped Glasses (When the Heart Guides the Hand)" (Album Version) — 5:06

Hot Topic Exclusive CD single
1. "Heart-Shaped Glasses (When the Heart Guides the Hand)" — 5:06
2. "You And Me And The Devil Makes 3" — 4:24